# Сигма Оріона B
Сі́гма Оріо́на B or Сігма Ori B (σ Оріона B/ σ Ori B) є  найяскравішою зорею п'ятикратної зоряної системи Сігма Оріона, що розташована у сузір'ї Оріона на відстані близько 1150 світлових років від Землі. Це зоря головної послідовності спектрального класу B0.5V з видимою зоряною величиною +5.1, в ядрі якої мають місце ядерні реакції горіння водню.
Її ефективна температура сягає 29 600°K, а світність є більшою у 30 000 раз за світність Сонця. 
Відповідно її маса становить 13.5 масам Сонця.
Разом із зорею Сігма Оріона B, вона утворює тісну подвійну систему з періодом орбітального руху близько 170 років. Дві зорі розташовані одна від одної на відстані близько 90 а.о. Це візуально розділена система з кутом розділу близько 0,25", коли спостерігати за нею з Землі.